# Diatrypella
Diatrypella és un gènere de fongs de la família Diatrypaceae. El gènere té una àmplia distribució i conté 33 espècies.